# Умяров, Зяки Ахмярович
Зяки Ахмярович Умяров (род. 6 февраля 1952, Татарское Маклаково, Горьковская область) — советский самбист, чемпион и призёр чемпионатов СССР, чемпион мира, обладатель Кубков СССР и мира, Заслуженный мастер спорта СССР, Заслуженный работник физической культуры Российской Федерации.

## Биография
В 1982 году окончил Ленинградский институт физической культуры имени П. Ф. Лесгафта. В 1984 году оставил большой спорт. С этого времени до 1987 года был директором детско-юношеской спортивной школы самбо и дзюдо «Органик». После этого стал директором ДЮСШ «Химик». Избран депутатом Городской думы. Ему присвоено звание «Почётный гражданин Дзержинска».

## Спортивные результаты
- 3-кратный обладатель Кубка Мира;
- победитель чемпионата мира среди звезд;
- трёхкратный обладатель Кубка СССР.
- Чемпионат СССР по самбо 1972 года — ;
- Чемпионат СССР по самбо 1973 года — ;
- Чемпионат СССР по самбо 1974 года — ;
- Борьба самбо на летней Спартакиаде народов СССР 1975 года — ;
- Чемпионат СССР по самбо 1977 года — ;
- Абсолютный чемпионат СССР по самбо 1978 года — ;
- Борьба самбо на летней Спартакиаде народов СССР 1979 года — ;
- Чемпионат СССР по самбо 1980 года — ;
- Чемпионат СССР по самбо 1981 года — ;
- Чемпионат мира среди звёзд 1982 года — .